# Podjednotka

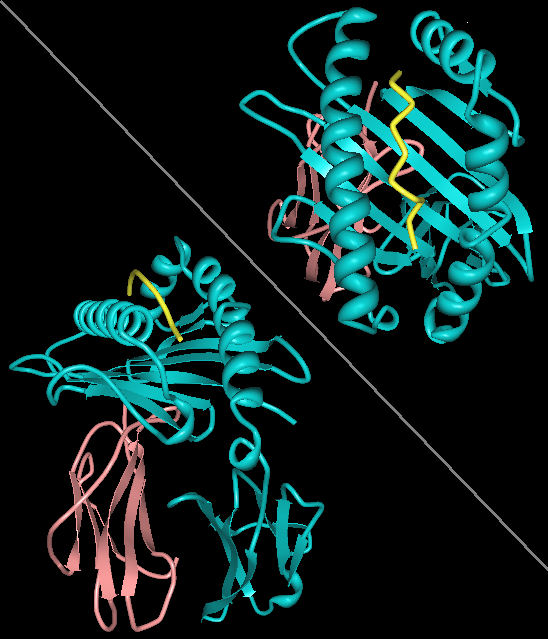
HLA-A11 protein. Vysvětlivky: α podjednotka (produkt genu A*1101) a β podjednotka (Beta-2 mikroglobin). Na proteinu je také navázán další peptid, přispívající k funkci proteinu

Podjednotka je v biochemii termín pro určitou molekulu proteinu, která se spolu s jinými proteiny podílí na stavbě bílkovinného komplexu, též označovaného jako oligomerní či dokonce multimerní (složený ještě z více podjednotek) protein. Jedná se o běžný jev, mezi oligomerní proteinové komplexy, tzn. molekuly složené z více podjednotek, patří např. hemoglobin, DNA polymerázy, nukleozomy; mezi multimerní patří například iontové kanály, mikrotubuly či další složky cytoskeletonu. Proteinový komplex ze dvou podjednotek se běžně označuje jako dimer.
Podjednotky se obvykle pojmenovávají řeckými písmeny či římskými číslicemi. Například ATP syntáza má podjednotky α a β.